# Rhynchogyna luisifolia
Rhynchogyna luisifolia là một loài thực vật có hoa trong họ Lan. Loài này được (Ridl.) Seidenf. & Garay miêu tả khoa học đầu tiên năm 1973.